# Na Hye-sok
Na Hye-sok (coreano: 나혜석?, Na HyeseokLR; Suwon, 28 aprile 1896 – Seul, 10 dicembre 1948) è stata una pittrice, scrittrice, poetessa e attivista femminista coreana.
Il suo nome d'arte era Jeongweol (정월?, 晶月?). Fu la prima pittrice professionista in Corea e una delle prime pittrici orientali ad avere fama in Occidente. Ottenne grande eco nel panorama culturale e letterario coreano moderno esprimendo, attraverso la sua vita e i suoi scritti, una forte critica al ruolo sociale assegnato alle donne, di cui pagò personalmente le conseguenze.
La sua opera maggiore, Kyeong-heui (경희?), pubblicata nel 1918, denuncia la mentalità patriarcale della cultura coreana. Viene ritenuta la prima opera femminista coreana.

## Biografia
Na Hye-sok nasce a Naju nel sud del Jeolla il 28 aprile del 1896 da una famiglia di Yangban. Da piccola era chiamata Agi (아기?) e Myeongsun (명순?). Il nome Hye-sok le viene dato quando inizia a frequentare la scuola superiore femminile Jin Myeong dove si diploma nel 1913 dimostrando già il possesso di un grande talento artistico.
Grazie soprattutto all'intercessione del fratello, riesce a frequentare la scuola d'arte femminile di Tokyo fino al 1918. Durante questo periodo Na Hye Seok scrive saggi e poemi incentrati sui diritti femminili, nei quali critica l'archetipo coreano di "buona moglie, buona madre", e sostiene di aspirare a una carriera come artista. Nell'aprile 1915, diviene una delle principali organizzatrici dell'Associazione delle Studentesse Coreane in Giappone. In quegli anni si innamora di Ch'oe Sung-gu, studente della Keio University e allora direttore ed editore della rivista Hakchigwang. La coppia riesce a contrastare la decisione del padre di Na Hye-sok di destinarla a un matrimonio combinato con un esponente dell'alta società, ma Ch'oe Sung-gu muore di tubercolosi nel 1916, e Na Hye-sok avrà un crollo mentale che la obbligherà temporaneamente a sospendere gli studi.
Dopo il diploma, torna nel distretto di Kyeongseong, dove per un breve periodo insegna arte nella scuola femminile Jongshin e alla Youngseong. 
Nel 1918 pubblica la sua opera maggiore, Kyeong-heui, che racconta la scoperta di sé di una donna e la sua successiva ricerca del significato della vita come "donna nuova".

Nel 1919 partecipa al Movimento del Primo Marzo contro l'occupazione giapponese e per questo viene incarcerata. L'anno successivo si sposa con Kim Woo-young, l'avvocato ingaggiato dalla sua famiglia per farla uscire dal carcere, nonché amico del fratello. 

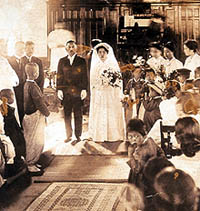
Il matrimonio di Na Hye-sok con Kim Woo-young, 1920

Hye-sok chiederà al marito di supportare il suo interesse nell'arte e rifiuterà di far parte della sua famiglia allargata, andando contro uno dei principi cardine della società coreana: la pietà filiale.
Nel 1920 Na fonda con Kim Won-ju e altri amici la rivista letteraria P'yeho, e pubblica una serie di articoli per la prima rivista femminile Sinyeoja (Donna nuova), nei quali critica il tradizionale abbigliamento femminile coreano, sostenendo la necessità di abiti più funzionali e pratici per le donne, volti a migliorare l'igiene, la salute e l'immagine di sé.
Nel 1921 Hye-sok segna un passo importante nella storia dell'arte moderna coreana aprendo una propria mostra d'arte alla Galleria No-Chung Gak: è la prima mostra di una pittrice a Seoul. Vengono esposti circa settanta dei suoi dipinti e Hye-sok inizia ad avere credito come artista. Nel 1922 viene fondata la Mostra d'Arte Nazionale di Joseon, la prima competizione di belle arti a livello nazionale in Corea.
Nel 1923 il marito di Na Hye-sok riceve un incarico ufficiale dal governo giapponese in Manciuria come assistente nel consolato. La pittura di Na Hye-sok viene influenzata dalle tematiche e dalle tecniche cinesi; durante questo periodo presta aiuto ai combattenti anti-giapponesi coreani e agli esuli politici che tentano di ottenere l'indipendenza dal Giappone.
Risale al 1927 il viaggio in occidente. Nel giugno i coniugi partono alla volta dell'Europa per tornare in Corea circa due anni dopo. Hye-sok ha l'opportunità di studiare pittura a Parigi, dove rimane impressionata soprattutto dal fauvismo.
Nei suoi diari di viaggio l'esperienza all'estero viene vissuta come un risveglio alla libertà. Entra in contatto anche con uno dei fautori del movimento religioso Cheondo, Choi Rin. Le voci di una relazione fra i due e lo scandalo che li coinvolgerà nel 1931 indurranno Kim Woo-young a chiedere il divorzio per infedeltà. Su questa vicenda Na Hye-sok scrive una singolare dichiarazione che chiarisce la sua posizione: 
La sentenza di divorzio negherà a Na Hye-sok gli alimenti e la priverà della custodia dei quattro figli e delle proprietà acquisite con i guadagni delle sue mostre, lasciandola priva di ogni mezzo di sussistenza. Divenuta il simbolo della donna che abbandona i suoi doveri coniugali con la scusa della carriera artistica, cita in giudizio Choi Rin per diffamazione in un tribunale francese, dopo che questi pubblica un articolo salace che racconta la loro storia.
Segue il consiglio del fratello di trasferirsi nuovamente in Manciuria, dove aveva precedentemente vissuto, e lì scopre che il suo ex-marito si è risposato violando l'accordo che stabiliva che nessuno dei due avrebbe potuto risposarsi prima di due anni dal divorzio. Torna quindi in Corea per citarlo in giudizio ma né la legge, né i familiari sono dalla sua parte.
Nonostante il divorzio e la cattiva reputazione, Na continua a dipingere e vince il decimo posto alla Mostra Nazionale di Joseon. Per guadagnarsi da vivere, scrive articoli per giornali e riviste e dal 1934, per un anno, riesce ad aprire uno studio a Seoul. Nel 1934 pubblica un articolo sulla rivista Samcheolli, Confessione di Divorzio (이혼 고백서), scritto in forma di lettera al marito, nel quale critica la repressione della sessualità femminile, dichiara che l'ex marito non è stato in grado di soddisfarla sessualmente e si è rifiutato di discuterne, e sostiene la necessità di "matrimoni di prova", durante i quali una coppia dovrebbe vivere insieme prima di sposarsi, per evitare il ripetersi del suo matrimonio infelice.
Questa "Confessione" causerà la fine della sua carriera. Le sue opinioni sono ritenute scandalose e scioccanti: nella cultura confuciana il sesso prematrimoniale era considerato un tabù e alle donne era fatto divieto di parlare della loro sessualità. La sua terza mostra nel 1935 non riscuoterà alcun successo, e da allora i suoi quadri non saranno mai più esposti al pubblico. Costretta all'indigenza, si ritira a vivere nel monastero buddhista di Sudeoksa e considera l'idea di farsi monaca.

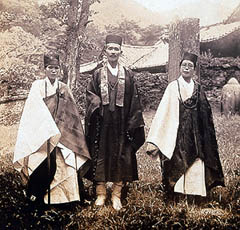
Na Hye-sok nel Monastero di Inwangsan Mountain, 1944

Non riesce però a lasciarsi il mondo alle spalle e accusa la società di averle tarpato le ali:
Nel 1939 Na Hye-sok contrae una malattia fisica e mentale causata dallo stress fisico e psicologico a cui è sottoposta, diventando così muta e semi-paralizzata. Tra il 1939 e il 1944 non ci sono notizie dell'artista. Nell'ottobre del 1944 viene portata in una casa di riposo e l'anno successivo in un ospedale per senzatetto.
Muore il 10 dicembre 1948 in completa solitudine. Non si conosce la causa della morte, né il luogo in cui è sepolta. Il suo destino è stato spesso utilizzato come minaccia per le giovani donne coreane con ambizioni letterarie o artistiche: "Vuoi diventare un'altra Na Hye-sok?"
 

Nell'ultima sezione di Confessione di Divorzio del 1934 Na Hye-sok aveva scritto ai suoi quattro figli:

## Opere
Recentemente è stata riconosciuto in Corea il valore artistico e letterario dell'opera di Na Hye-sok. Ad esempio il Seoul Arts Center ha aperto una mostra in suo onore nel 2000. Tuttavia, a causa dello scarso interesse per le opere, soprattutto pittoriche, degli ultimi anni della sua vita, sono sorti molti problemi di attribuzione. Tra i suoi quadri, che ora valgono milioni di won, sono comparsi sul mercato numerosi falsi.

### Opere letterarie

#### Libri
- Collezione delle opere di Na Hye-sok - 나혜석 작품집
- Autobiografia di Na Hye-sok - 나혜석 자서전(유고)
- Andare in luna di miele, la tomba del primo amore -첫사랑의 무덤으로 신혼여행을 떠나다
- Confessione di Divorzio - 이혼 고백서
- Amore Libero - 자유 연애
- Vista dell'Haeinsa - 해인사 풍광(기행문)
- Raccolta completa di Na Hye-sok - 나혜석전집(羅蕙錫全集)

#### Romanzi
- Kyuwon - 규원 (閨怨)
- Hyeonsuk - 현숙 (玄淑)
- Kyeongheui - 경희 (瓊嬉)
- Jeongsun - 정순
- Alla nipote che si è sacrificata - 희생한 손녀에게
- Rancore - 원한 (怨恨)
- Madre e figlia - 어머니와 딸

#### Poesie
- Torrente- 냇물
- Morte - 사 (砂)
- Norareul nohajughe - 노라를 놓아주게

### Opere pittoriche
- Autoritratto - 자화상
- Vista di Parigi - 파리 풍경
- Ballerina - 무희
- Nudo femminile 1 - 나부 1
- Nudo femminile 2 - 나부 2
- Seonjuggyo - 선죽교
- Spiaggia spagnola - 스페인 해수욕장
- Vista spagnola - 스페인 국경
- Haeinsa Hongnyudong - 해인사 홍류동
- Vista del Palazzo Estivo - 이화원 풍경
- Campagne cinesi - 중국인 촌
- Suwon Seoho - 수원 서호
- Suwonseong - 수원성
- Yeomnojang, ritratto di una monaca buddhista - 염노장, 여승 초상화
- Vista di Incheon - 인천풍경

#### Incisioni su legno
- Mattino - 조조
- Pioniere - 개척자